# Klaudia Kowalska (bramkarka)
Klaudia Kowalska (ur. 3 lipca 1993 w Zamościu) – była polska piłkarka trawiasta występująca na pozycji bramkarza między innymi w Górniku Łęczna. Aktualnie bramkarka AKS Zły Warszawa oraz futsalistka broniąca w barwach AZS-u AWF Warszawa. 

## Kariera klubowa
Klaudia swoją przygodę z piłką rozpoczęła w Hetmanie Zamość. Początkowo kształciła się na napastniczkę, jednak z czasem została przesunięta na pozycję bramkarza. W tym klubie również zadebiutowała w seniorskiej piłce. W latach 2010–2014 była bramkarką Widoku Lublin. Ponadto w tym okresie swojej kariery sportowej łączyła grę w piłkę z grą w siatkówkę w II-ligowej drużynie Tomasovii Tomaszów Lubelski gdzie występowała na pozycji libero. Wraz z rozpoczęciem sezonu 2014/15 przeszła do 1. FC AZS AWF Katowice, który właśnie awansował do Ekstraligi, niemniej po sześciu miesiącach spędzonych w Katowicach zdecydowała się na transfer do Górnika Łęczna.
W sezonie 2017/18 pomogła Górnikowi Łęczna wywalczyć jego i zarazem swój pierwszy tytuł Mistrza Polski (na trzy kolejki przed końcem rozgrywek, kiedy to Górnik w 24 kolejce pokonał u siebie ASZ PWSZ Wałbrzych 2:1) oraz Puchar Polski, gdzie w finale łęcznianki wygrały z Czarnymi Sosnowiec 3:1. 
Po sezonie 2018/19 przerwała na dwa lata piłkarską karierę na trawie. Wróciła w 2020 roku. W rundzie jesiennej sezonu 2020/21 występowała w 3-ligowym AKS Zły Warszawa, a następnie od wiosny gra dla Legia Soccer Schools w IV lidze.   
Od sezonu 2019/2020 gra także w piłkę halową. Aktualnie reprezentuje barwy występującego w Ekstralidze Futsalu Kobiet AZS-u AWF Warszawa.   

## Sukcesy klubowe
- Mistrzyni Polski (2017/18, 2018/19)
- Wicemistrzyni Polski (2015/16, 2016/17)
- Brązowa medalistka Mistrzostw Polski (2014/15)
- Zdobywczyni Pucharu Polski (2017/18)
- Finalistka Pucharu Polski Kobiet (2014/15, 2015/16, 2016/17)